# Dzień Pamięci o Ofiarach Wojen Chemicznych
Dzień Pamięci o Ofiarach Wojen Chemicznych, właśc. Dzień Pamięci Wszystkich Ofiar Wojen Chemicznych (ang. Day of Remembrance for all Victims of Chemical Warfare) – święto obchodzone corocznie 30 listopada przez wszystkich członków międzynarodowej Organizacji ds. Zakazu Broni Chemicznej (OPCW) (pozostającej oficjalnie od  7 września 2000 w ścisłej współpracy politycznej z ONZ), w rocznicę wejścia w życie Konwencji o zakazie broni chemicznej w 1997 roku, przyjęte na X Sesji Konferencji Państw Stron Konwencji 11 listopada 2005 roku w Hadze (§ 23.3 C-10/5).
Obchody Dnia Pamięci są okazją do złożenia hołdu wszystkim ofiarom wojen chemicznych, jak również potwierdzeniem zaangażowania OPCW do eliminacji zagrożenia ze strony broni chemicznej, promując tym samym pokój, bezpieczeństwo i wielostronność działań.
W swoim przesłaniu z okazji Dnia Pamięci 2011 sekretarz generalny ONZ Ban Ki-moon powiedział:

W tym Dniu Pamięci, złóżmy obietnicę, że zrobimy wszystko, co w naszej mocy, by zwiększyć postęp i wyeliminować składowiska broni chemicznej. Promujmy Konwencję o zakazie broni chemicznej i jej uniwersalność. Dążmy do wdrożenia postanowień Konwencji na całym świecie.

Obchody odbywały się wcześniej 29 kwietnia, ale zostały przeniesione w 2015 r. na dzień 30 listopada.